# Pszczonów (gromada)
Pszczonów – dawna gromada, czyli najmniejsza jednostka podziału terytorialnego Polskiej Rzeczypospolitej Ludowej w latach 1954–1972.
Gromady, z gromadzkimi radami narodowymi (GRN) jako organami władzy najniższego stopnia na wsi, funkcjonowały od reformy reorganizującej administrację wiejską przeprowadzonej jesienią 1954 do momentu ich zniesienia z dniem 1 stycznia 1973, tym samym wypierając organizację gminną w latach 1954–1972.
Gromadę Pszczonów siedzibą GRN w Pszczonowie utworzono – jako jedną z 8759 gromad na obszarze Polski – w powiecie łowickim w woj. łódzkim, na mocy uchwały nr 33/54 WRN w Łodzi z dnia 4 października 1954. W skład jednostki weszły obszary dotychczasowych gromad Jacochów, Retniowiec i Pszczonów ze zniesionej gminy Łyszkowice w tymże powiecie. Dla gromady ustalono 12 członków gromadzkiej rady narodowej.
1 lipca 1956 gromadę włączono do powiatu skierniewickiego w tymże województwie.
31 grudnia 1961 do gromady Pszczonów przyłączono obszar zniesionej gromady Słomków.
Gromada przetrwała do końca 1972 roku, czyli do kolejnej reformy gminnej.